# Dalea caeciliae
Dalea caeciliae är en ärtväxtart som beskrevs av Hermann August Theodor Harms. Dalea caeciliae ingår i släktet Dalea, och familjen ärtväxter. Inga underarter finns listade i Catalogue of Life.